# Hermann Kutschera

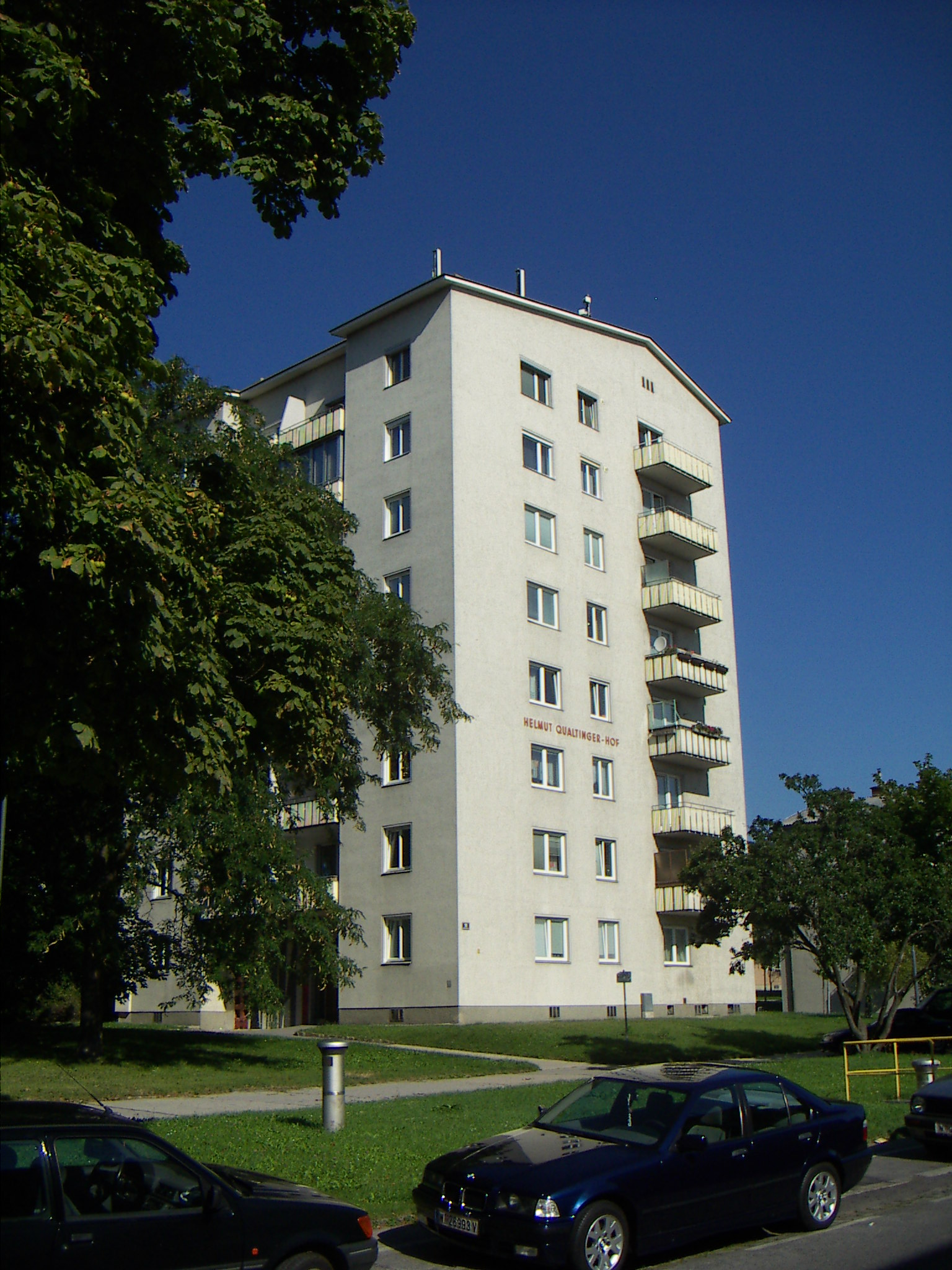
Helmut-Qualtinger-Hof

Hermann Kutschera (* 27. April 1903 in Wien; † 4. November 1991) war ein österreichischer Architekt.

## Werdegang
Kutschera studierte nach der Realschule in Iglau und Brünn und Architektur an der Technischen Hochschule Wien sowie in München. Er bildete sich zwischen 1925 und 1926 in der Meisterschule von Clemens Holzmeister an der Akademie der bildenden Künste Wien weiter. Er war zudem in Holzmeisters Atelier beschäftigt und machte sich 1932 als Architekt selbständig. Während seines Studiums in engagierte er sich in der jugendbewegt-reformierten Verbindung Aggstein. Seit 1934 illegales Mitglied der NSDAP, beantragte er am 10. Juni 1938 die reguläre Aufnahme in die Partei und wurde rückwirkend zum 1. Mai desselben Jahres aufgenommen (Mitgliedsnummer 6.126.715). Er verwirklichte Hotels, Restaurants und Sportanlagen und erhielt bei den Olympischen Sommerspielen 1936 für seinen Entwurf eines Schistadions mit Sprungschanze die Goldmedaille in der Disziplin Architektur. Er wurde am Neustifter Friedhof bestattet.
Kutschera heiratete 1927 Johanna Klamuth und lebte 1937 in der Währinger Gentzgasse.

## Bauten
- 1958–1959 Helmut-Qualtinger-Hof, Wien
- 1972–1974: Per-Albin-Hansson-Siedlung Ost, Wien